# WOW air
WOW air foi uma companhia aérea de baixo custo islandesa com sede em Reykjavík e base no Aeroporto Internacional de Keflavík.
Após a fundação em Novembro de 2011, WOW air início em 1 de Junho de 2012 as operações. Em 23 de Outubro de 2012, ela assumiu os concorrentes da Iceland Express e integrou-o em si mesmo. Em Novembro de 2013, WOW air recebeu seu próprio certificado de operador aéreo da autoridade de supervisão islandesa e, portanto, não depende mais Wetleasing acordos com outras companhias aéreas para realizar seus voos. Ao mesmo tempo, a inclusão de voos para os Estados Unidos foi anunciada a partir de 2015.
Em 2013, o crescimento foi imenso; voando 412 583 passageiros, que foi quatro vezes mais do que no ano anterior, quando 112 223 passageiros voaram com WOW air.
WOW air operava três aeronaves Airbus A320 para os voos de curta distância entre a Europa e Islândia. Para os voos mais longos, como para América do Norte, WOW air operava Airbus A321. WOW air orgulhava-se de ter a frota mais nova na Islândia com a emissão menor.
No dia 28 de março de 2019, encerrou suas atividades.